# Yuma (film)
Yuma – polsko-czeski film sensacyjny z 2012 roku w reżyserii Piotra Mularuka.

## Opis fabuły
Początek lat 90., miasteczko przy granicy z Niemcami. Paczka przyjaciół na czele z Zygą (Jakub Gierszał), szuka sposobu na błyskawiczne zbicie fortuny. Z pomocą obrotnej ciotki (Katarzyna Figura) zaczynają zajmować się jumą - drobnymi kradzieżami wartościowych towarów z niemieckich sklepów i przemycaniem ich do Polski. Z dnia na dzień stać ich na rzeczy dotychczas nieosiągalne, zdobywają uznanie i powodzenie wśród rówieśników. Sielanka nie trwa jednak długo. Ich działalnością zaczyna się interesować zarówno niemiecka policja, jak i bezwzględna, rosyjska mafia kierowana przez Opata (Tomasz Kot).

## Obsada
- Jakub Gierszał − jako Zyga
- Krzysztof Skonieczny − jako Kula
- Jakub Kamieński − jako Młot
- Tomasz Kot − jako Opat
- Katarzyna Figura − jako Halinka
- Karolina Chapko − jako Majka
- Helena Sujecka − jako Bajadera
- Malwina Wasilewska − jako Klara
- Jerzy Schejbal − jako ojciec Zygi
- Aldona Struzik − jako matka Zygi
- Kazimierz Mazur − jako Rysio
- Tomasz Schuchardt − jako Ernest
- Zbigniew Stryj − jako sprzedawca we Frankfurcie
- Przemysław Bluszcz − jako burmistrz

i inni.

## Plenery
- Warszawa, Cieszyn, Krosno Odrzańskie, Żagań (stacja kolejowa), Ostrawa, Karwina, Frankfurt nad Odrą